# ウッコ
ウッコ（フィンランド語 : Ukko、エストニア語 : Uku）は、フィンランド神話で、天空・天気・農作物（収穫物）とその他の自然の事象を司る神である。
フィンランド神話・エストニア神話の中で最も重要な神でもあり、フィンランド語の「雷雨 (ukkonen)」はこの神の名前から派生した言葉である。『カレワラ』では、全ての事物の神であるかのように「絶対神 (ylijumala) 」とも呼ばれており、神話で自然絡みの話となると大抵ウッコが登場する。
ウッコの起源は恐らくバルト神話の「ペールコンス (Perkons)」と、古代フィンランド神話の空神「イルマリネン (Ilmarinen))」であるウッコが天空神としての地位を得た事で、イルマリネンは人間の「鍛冶屋の英雄」となった。

## ウッコの武器
ウッコの武器は、「ウコンバサラ」と呼ばれる、稲光を発する事が出来るハンマー（もしくは斧・剣）であった。ウコンバサラはボートのような形をした（戦闘用の）石斧だったろうと言われるが、鉄器の時代が来て石器が使われなくなるうちに、石の武器の起源は謎になった。だが人々は、それを先端の石の部分から稲光を出して攻撃するウッコの武器であると信じていた。

## ウッコと雷

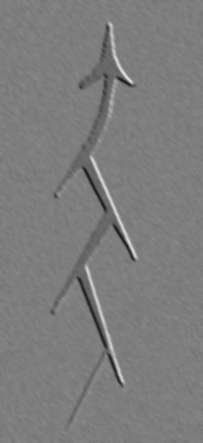
カレリアで見つかった単純化された石の彫刻。ヘビと雷の両方の特徴を持っていると信じられている。

ウッコが妻「アッカ (Akka)」と連れ添っている時には雷雨が起こり、二輪戦車で空を駆けても雷雨が起こった。
ノコギリ型のヘビのイメージは、雷のシンボルである。ヘビと稲光の両方の特徴を持った石の彫刻もある。

## 現代におけるウッコ
ウッコの名前は、マウリ・ウコンマーンアホのようにフィンランド人の姓に残っている。